# Cerkiew świętej Paraskiewy w Nesebyrze
Cerkiew świętej Paraskiewy – cerkiew w Nesebyrze. Została zbudowana w XIII wieku z cegły i kamienia jako jednonawowa bazylika z charakterystycznym narteksem oraz absydą. Część dachowa nie zachowała się.
Cerkiew wzniesiono w XIII–XIV wieku lub w X wieku jako świątynię jednonawową o wymiarach 15 na 6 metrów, z narteksem i gankiem. Pięciokątna apsyda została zorientowana na wschód. Budowlę wzniesiono z ułożonych na przemian ociosanych kamieni i cegieł. Północną i południową fasady ozdobiono ornamentami kamienno-ceglanymi w postaci ślepych okien, których obramowania były bogato zdobione takimi motywami jak ryby, słońce, zygzaki i szachownice. Ponad nimi zastosowano inny element dekoracyjny w postaci okrągłych, glazurowanych płytek o kształcie spodków. Górne partie ścian nie są natomiast zdobione. Świątynie nakryto dwuspadowym dachem, uformowanym na kształt krzyża, na przecięciu ramion którego znajdowała się kopuła. Pierwotnie nad narteksem znajdowała się dzwonnica, o czym świadczą kamienne schody we wnętrzu budowli, pomiędzy naosem i narteksem.
Współcześnie budynek pełni funkcje muzealne, we wnętrzu zaaranżowano ekspozycję poświęconą zachowanym muralom z Nesebyru.